# День флага Республики Польша
День флага Республики Польша отмечается 2 мая с 2004 года, не является выходным днём.

Флаг Польши

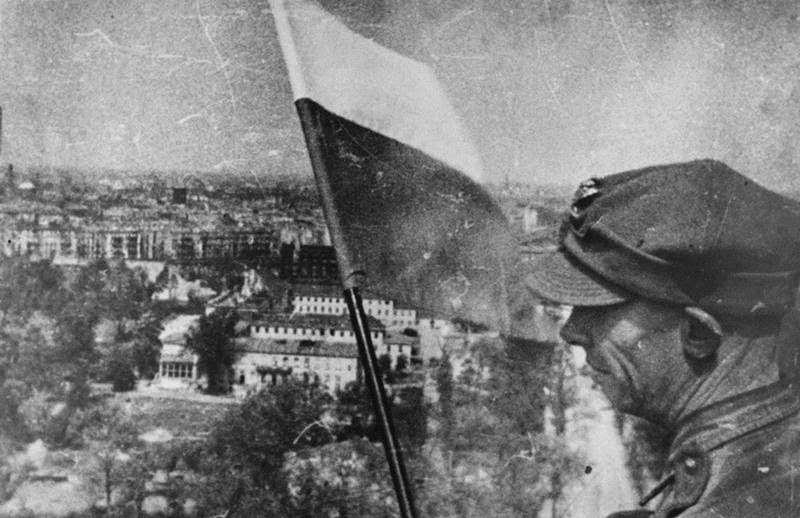
Польский флаг в Берлине. 1945 г.

В этот праздничный день поляки вспоминают многолетнюю историю национального стяга, с гордостью выставляют флаги страны на улицах и участвуют в многочисленных патриотические акциях и демонстрациях.
Памятная дата была установлена в память о поднятии польского флага над Триумфальной аркой Берлина во время Берлинской наступательной операции в 1945 году.
Ещё один повод, по которому День флага отмечают именно 2 мая заключается в том, что во времена Польской Народной Республики власть не признавала День Конституции, который отмечали 3 мая. Поэтому 2 мая всем гражданам предписывалось снимать флаг, чтобы не допустить его вывешивание на следующий день. Теперь же 2 мая по всей стране, напротив, вывешивают государственные флаги.
Так же стоит отметить, что белый и красный цвета были впервые признаны национальными 3 мая 1792 года, в первую годовщину принятия Конституции 3 мая. Официально они были приняты в качестве цвета польского государства Сеймом Королевства Польского в 1831 году во время Ноябрьского восстания. После восстановления независимости внешний вид польского флага был одобрен Законодательным сеймом 1 августа 1919 года.